# Scaphoderus
Scaphoderus is een geslacht van kevers uit de familie  
kniptorren (Elateridae).
Het geslacht is voor het eerst wetenschappelijk beschreven in 1857 door Candèze.

## Soorten
Het geslacht omvat de volgende soorten:
- Scaphoderus capensis (Fleutiaux, 1925)
- Scaphoderus riehlii Candèze, 1857